# Mil batallas (álbum de Malú)
Mil batallas es el duodécimo álbum de estudio de la cantante Malú, y decimonoveno de su carrera discográfica. El álbum salió a la venta el 22 de octubre de 2021, editado por Sony Music. Está compuesto por doce temas, uno de los cuales es una colaboración con el cantautor mexicano Mario Domm, y cuenta con la dirección musical de Pablo Cebrián y Rubén García. Entre los compositores se encuentran Leroy Sánchez, Julia Medina o la propia Malú.

## Sencillos
El primer tema, «Tejiendo alas», fue publicado en abril de 2020. Se trataba de un tema dedicado a su bebé, que nacería meses después. Debido al confinamiento por el coronavirus, el videoclip se componía únicamente de un lyric video. Los encargos de la producción final corresponden a la propia Malú y a Rubén García. Alcanzó el puesto número uno en ventas en España a través de Itunes.
El siguiente tema lanzado de este nuevo trabajo discográfico fue «Secreto a voces», publicado el 2 de junio de 2021.
El tercer adelanto «Mil batallas», que da nombre al nuevo álbum, se estrenó junto al videoclip en septiembre de 2021. En el vídeo, se puede ver a una Malú mostrando sus ganas de luchar y seguir adelante, utilizando sus manos manchadas de pintura negra para dibujar en su piel “heridas de guerra”. El nuevo tema debutó en el segundo puesto de las canciones más vendidas en Itunes España.
Su siguiente y cuarto sencillo, «Se busca», fue también dirigido por Salva Musté y estrenado el 15 de octubre de 2021. La pieza viene acompañada de un videoclip muy expresivo, donde se narra la historia de un amor nostálgico, ese amor con el que lo tenías todo y ahora solo tienes los recuerdos. La canción alcanzó el puesto número nueve.
El quinto sencillo del álbum fue «Deshielo», cuyo vídeo musical se presentó el 23 de marzo de 2022. En el vídeo, y como antesala a su gira Mil Batallas Tour, Malú aparece acompañada por su banda.

## Recepción
Debutó en el primer puesto entre los álbumes más vendidos en Itunes, ocupando dicha posición durante tres días.
El álbum alcanzó el número uno de los discos más vendidos de la lista oficial de Promusicae, en su primera semana de lanzamiento. Llegó a posicionarse durante 35 semanas en dicha lista, siendo certificado disco de oro al despachar más de 20 000 copias. Asimismo, se clasificó entre los discos más vendidos de los años 2021 y 2022.

## Lista de canciones
| Mil batallas |                                           |                                                                  |          |  |
| N.º          | Título                                    | Escritor(es)                                                     | Duración |  |
| 1.           | «Abran fuego»                             | David Santisteban · Julia Medina · Gonzalo Hermida               | 2:59     |  |
| 2.           | «Deshielo»                                | Yoly Saa                                                         | 3:36     |  |
| 3.           | «Secreto a voces»                         | Antonio Escobar · Fran Terrén · Frasco Ridgway · Juanjo Martín   | 3:27     |  |
| 4.           | «Después de la tormenta» (con Mario Domm) | Mario Domm · Edgar Oceransky · Lauren K. Evans                   | 2:46     |  |
| 5.           | «Mil batallas»                            | Alejandro Serrano · Rubén García · Verónica Ferreiro             | 4:12     |  |
| 6.           | «Qué tarde»                               | Leonel García                                                    | 3:41     |  |
| 7.           | «No me olvidaré de ti»                    | Bárbara Reyzábal · Rubén Villanueva                              | 4:04     |  |
| 8.           | «Se busca»                                | Bob Benozzo · David Santisteban · Gonzalo Hermida · Julia Medina | 3:53     |  |
| 9.           | «Ingobernable»                            | Leroy Sánchez · Malú · Mónica Vélez                              | 2:51     |  |
| 10.          | «Vete»                                    | Leonel García                                                    | 2:52     |  |
| 11.          | «Suiza»                                   | Leroy Sánchez · Malú · Mónica Vélez                              | 3:30     |  |
| 12.          | «Tejiendo alas»                           | Leroy Sánchez · Malú · Mónica Vélez                              | 3:15     |  |

## Créditos y personal
- Malú: artista principal, voz, percusión, palmas
- Pablo Cebrián: producción, arreglos, teclados, guitarras
- Rubén García: producción, piano, teclados
- Francis Hernández: arreglo de cuerdas, piano
- Cristian Chiloé: batería
- Juan Guevara: guitarra eléctrica
- Iñaki de las Cuevas: asistencia vocal, programaciones adicionales
- David Davidson: dirección de cuerdas
- Antonio T. Sepúlveda, Yaiza García y Elena Iturrieta: coros
- David Davidson, Conni Ellisor, David Angell y Janet Darnall: violines
- Monisa Angell y Elizabeth Lamb: violas
- Sari Rest y Paul Nelson: chelos
- Carole Rabinowitz: chelo solo
- Marcos Crespo y Alejandro Carballo: trombón
- Katia Fernández y David Carrasco: saxos
- Iván del Castillo y Jessica Estévez: trompetas
- Julio Rodríguez Sangrador: masterización
- Max Miglin: ingeniero, mezclas
- Óscar Clavel: mezclas
- Rubén Martín: fotografía
- Sheila Platero: diseño gráfico

Créditos adaptados desde las notas de Mil batallas (2021) y Discosgs.

## Posicionamiento en listas
| Listas (2021)       | Mejor posición |
| ------------------- | -------------- |
| España (PROMUSICAE) | 1              |

| Listas (2021)       | Mejor posición |
| ------------------- | -------------- |
| España (PROMUSICAE) | 40             |
| Listas (2022)       | Mejor posición |
| España (PROMUSICAE) | 97             |

## Certificaciones
| País (organismo certificador) | Certificación | Unidades certificadas |
| ----------------------------- | ------------- | --------------------- |
| España (PROMUSICAE)           | Oro           | 20 000                |

## Premios
| Año  | Nominación    | Categoría               | Resultado | Ref.   |
| ---- | ------------- | ----------------------- | --------- | ------ |
| 2021 | Premios Dial  | Premio Cadena Dial 2021 | Ganadora  | [ 17 ] |
| 2022 | Premios Odeón | Mejor álbum pop         | Nominada  | [ 18 ] |